# کانون اصلاح و تربیت
کانون اصلاح و تربیت جایی است که نوجوانان به خاطر ارتکاب به جرم نگهداری می‌شوند. کانون اصلاح و تربیت مرکزی است جهت نگهداری، اصلاح و تربیت و تهذیب اطفال غیربالغ و بزهکار یا بزهکارانی که کمتر از ۲۰ سال تمام سن داشته باشند. هدف قانونگذار از تمایز و جداسازی این‌گونه بزهکاران توجه به واقعیتهای ملموس در جوامع شهری و تنگناهای ایجاد شده در مسیر زندگی افراد جامعه به‌خصوص کودکان و نوجوانان که غالباً در اثر سوءاستفاده از ناآگاهی و عدم شناخت این قشر از قوانین و مقررات جاری و رشد عقلی و روانی می‌باشد.
اغلب نوجوانانی که به این مکان می ایند به جرمی مرتکب شده‌اند و زیر ۲۰ سال سن دارند.

## قسمت‌های کانون
کانون اصلاح و تربیت دارای سه قسمت است
- قسمت نگهداری موقت
- قسمت اصلاح و تربیت
- زندان

هر یک از قسمت‌های مذکور از یکدیگر جدا بوده و در هر قسمت اطفال بر حسب سن با رعایت تبصره ذیل ماده ۱۳ قانون دادگاه اطفال، سابقه ارتکاب جرم و حتی الامکان از نظر نوع جرم و درجه تربیت‌پذیری طبقه‌بندی می‌شود به علاوه قسمتی که دختران در آن نگهداری می‌شوند از پسران مجزا می‌باشند بدین ترتیب اطفال و نوجوان کانون در سه گروه دختران، گروه ویژه (پسران کمتر از۱۴ سال) گروه سایر، پسران ۱۸–۱۴ سال، جای می‌گیرند.

## وظایف
کانون اصلاح و تربیت در هر حوزه دارای یک نفر مدیر و برای هر یک از قسمت‌های آموزش، نگاهداری موقت و اصلاح و تربیت و زندان، دارای یک نفر مسئول خواهد بود و تعداد کافی پزشک، روان‌پزشک، روان‌شناس متخصص، مددکار اجتماعی، مربی، آموزگار و آموزگار تعلیمات حرفه‌ای، کارمند دفتری، پزشکیار و مراقب تربیتی و انتظامی در اختیار خواهد داشت تا آن‌ها تربیت شده و به آغوش جامعه بازگردند.